# Elsie Island
Elsie Island är en ö i Kanada.   Den ligger i territoriet Nunavut, i den östra delen av landet, 1 500 km norr om huvudstaden Ottawa. Arean är 9,4 kvadratkilometer.
Terrängen på Elsie Island är platt. Öns högsta punkt är 60 meter över havet. Den sträcker sig 7,6 kilometer i nord-sydlig riktning, och 3,9 kilometer i öst-västlig riktning.